# Simulium acutum
Simulium acutum es una especie de insecto del género Simulium, familia Simuliidae, orden Diptera.
Fue descrita científicamente por Patrusheva en 1971.